# دیپ اوشن
دیپ اوشن (انگلیسی: DeepOcean) شرکت خدمات نفتی نروژی است، که در سال ۲۰۱۱ تأسیس شد.